# Sulfen
Sulfen je reaktivní organická sloučenina se vzorcem H2C=SO2; jako sulfeny se označují i další S,S-dioxidy thioaldehydů a thioketonů, odpovídající obecnému vzorci R2C=SO2.

## Příprava
První způsob přípravy sulfenu jako meziproduktu provedli v roce 1962 nezávisle na sobě Gilbert Stork a Günther Optiz odštěpením chlorovodíku z methansulfonylchloridu triethylaminem za přítomnosti enaminu. Za důkaz tvorby sulfenu jako meziproduktu byl označen vznik derivátu thietan-1,1-dioxidu. Protože je sulfen silně elektrofilní, tak je používání aminů překážkou, jelikož s ním mohou vytvářet adukty. Použití aminů lze nahradit desilylací trimethylsilylmethansulfonylchloridu fluoridem cesným za přítomnosti vhodných zachycovacích činidel.
(CH3)3SiCH2SO2Cl + CsF → [CH2=SO2] + (CH3)3SiF + CsCl
Sulfeny je možné stabilizovat navázáním amidových skupin na alkylidenový substituent. Takovou sloučeninou je například dioxid thiomočoviny, obsahující rovinné amidové skupiny.

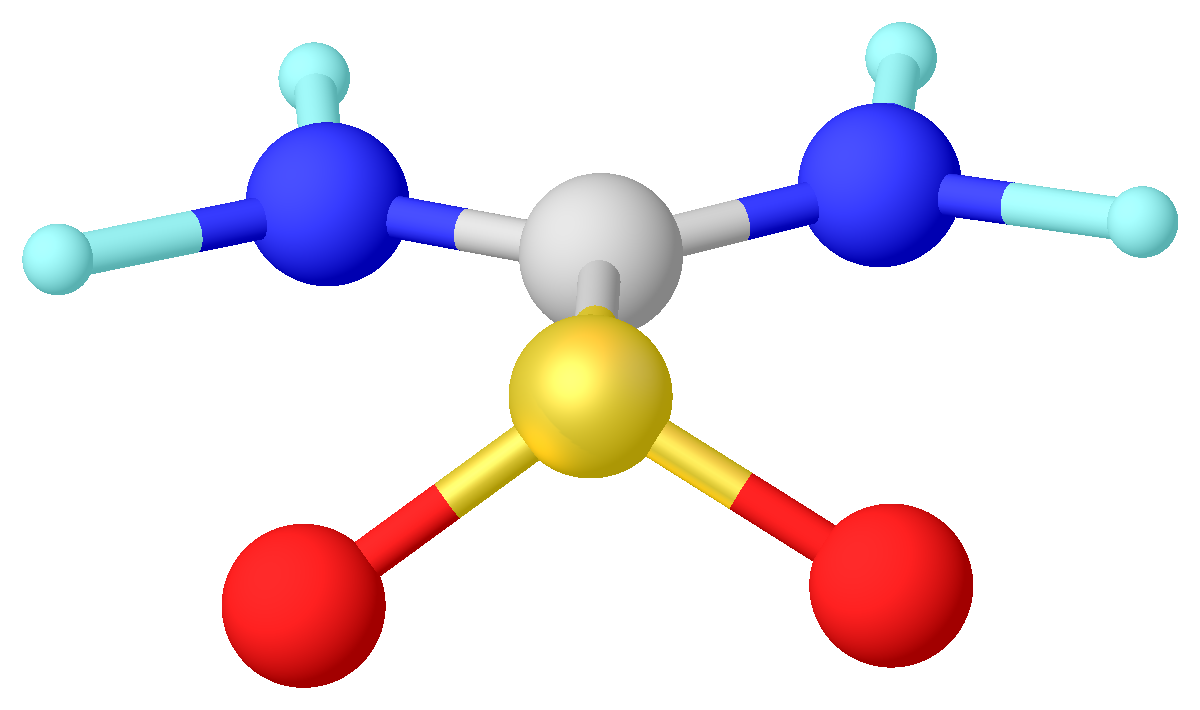
Struktura dioxidu thiomočoviny ((H_{2}N)_{2}CSO_{2}). Vzdálenosti a úhly: r_{S=O} = 149 pm, r_{S=C} = 185 pm, r_{C-N} = 131 pm, součet velikosti úhlů kolem S = 312,4°.

## Reakce
Sulfeny reagují s enaminy na thietany, s ynaminy na thiety, a s cyklopentadieny na Dielsovy-Alderovy adukty. Za přítomnosti chirálních komplexů terciárních aminů mohou některé sulfeny katalytickou asymetrickou reakcí s trichloracetaldehydem vytvářet β-sulfony (sulfonátové estery s čtyřčlennými kruhy).
Sulfeny se též mohou navazovat na vazby kov–vodík.